# Big Dogz
Big Dogz — двадцять другий студійний альбом шотландської групи Nazareth, який вийшов 15 квітня 2011 року.

## Композиції
1. Big Dog's Gonna Howl - 3:58
2. Claimed - 3:55
3. No Mean Monster - 5:01
4. When Jesus Comes To Save The World Again - 6:24
5. Radio - 4:17
6. Time And Tide - 7:20
7. Lifeboat - 4:58
8. The Toast - 3:59
9. Watch Your Back - 4:32
10. Butterfly - 5:30
11. Sleeptalker - 5:45